# Ignacy Świeży
Ignacy Świeży (ur. 12 października 1839 w Kończycach Wielkich, zm. 22 października 1902 w Cieszynie) – polski ksiądz katolicki, działacz narodowy i oświatowy na Śląsku Cieszyńskim.

## Życiorys
Syn Józefa, zagrodnika, i Marianny z Brzusków; brat Antoniego. Po studiach teologicznych na Wydziale Teologicznym św. Cyryla i Metodego Uniwersytetu Franciszka w Ołomuńcu, w 1865 otrzymał święcenia kapłańskie, a następnie był duszpasterzem w Racimowie i Bielsku. W 1873 założył Dziedzictwo bł. Jana Sarkandra i był jego prezesem do 1897. Jako działacz polskiego ruchu narodowego w latach 1878–1902 był posłem do śląskiego Sejmu Krajowego w Opawie, a także w parlamencie wiedeńskim w latach 1885–1900.
Był także współzałożycielem Związku Śląskich Katolików (1883) i Macierzy Szkolnej dla Księstwa Cieszyńskiego (1885). W Związku Śląskich Katolików stał na czele frakcji narodowej, ugodowej w stosunku do ewangelików, co ułatwiało mu wybór do Sejmu Krajowego. W 1885 uzyskał mandat poselski do Rady Państwa w dużej mierze dzięki głosom duchowieństwa i ludności czeskiej z zachodniej części Śląska Cieszyńskiego, co skłoniło go do poparcia czeskich praw historycznych  do Księstwa Cieszyńskiego. Proczeskich poglądów obozu katolickiego nie podzielał wówczas ewangelicki obóz michejdowców, którzy w latach 80. XIX wieku, dobie największej aktywizacji czeskiego ruchu narodowego w regionie i pierwszych polsko-czeskich zadrażnień, ostrzegali przed czechizacją ludności polskojęzycznej.
Członek korespondent Towarzystwa Muzeum Narodowego Polskiego w Rapperswilu od 1895 roku.
Był autorem kilku powieści i kolekcjonował anegdoty, przysłowia i pieśni ludowe. Tłumaczył z języka niemieckiego i francuskiego. Pochowany na Cmentarzu Komunalnym w Cieszynie. Jego imię nosi jedna z cieszyńskich ulic.

## Wybrane publikacje
- O męstwie chrześcijańskim (1874)
- Nauka o cieple dla ludu polskiego (1875)
- Istnienie Boga i dusza ludzka (1876)
- Bogumił Jan (1889)
- Kto by się tego spodziewał (1892)
- Braciszek Renał (1892)
- Powieści z życia i historii (1893)
- Na pamiątkę dwudziestopięcioletniego jubileuszu Dziedzictwa bł. Jana Sarkandra (1898)